# Mireille Andrieu
Pour les articles homonymes, voir Andrieu et Hugues.
Mireille Andrieu, née Mireille Hugues le 9 mai 1881 à Paris et morte le 16 mars 1965 dans la même ville, est une des premières femmes décorées de la croix de guerre en France, pour son rôle d'infirmière à Soissons, ville martyre de la Première Guerre mondiale.
Également récompensée d'une citation à l'ordre de l'armée pour son héroïsme, elle a témoigné de son expérience à la fin de la guerre.

## Biographie

### Jeunesse et entourage
Mireille Hugues est la fille cadette du poète Clovis Hugues (1851-1907) et de la sculptrice Jeanne Royannez (1855-1932). Elle a une sœur aînée, Marianne, née en 1877.  
Les Hugues habitent Montmartre où ils sont les voisins et amis du peintre Auguste Renoir. Mireille et Marianne se retrouvent ainsi représentées par l'artiste sur le tableau La Partie de croquet, peint vers 1895.
En juillet 1908, à 21 ans, Mireille Hugues épouse Mainfroid Armand René Andrieu, fils d'un conseiller à la cour d'appel de Paris,. Licencié en droit, il est rédacteur à la direction des Chemins de fer de l'Est puis, en 1905, débute dans la fonction publique comme sous-préfet de Lavaur.

### Parcours
Déménageant au gré des mutations de sous-préfet de René Andrieu, le couple est établi à Soissons lorsque la guerre éclate, en 1914. Tout comme son mari, Mireille Andrieu décide de rester à Soissons durant les hostilités. Elle endosse l'uniforme d’infirmière, prodiguant des soins aux blessés civils et militaires, et soutenant la population éprouvée par les bombardements qui s'abattent sur la ville. Elle prend des notes dans son journal et décrit notamment l'exode des Soissonnais à Château-Thierry à l’approche de l'ennemi, la gare de Nogent-sur-Seine transformée en poste de secours, le retour difficile à Soissons toujours en zone de guerre, la bataille de Crouy, une visite de l'historien d'art Armand Dayot venu constater lés dégâts sur la cathédrale, ou encore le bombardement de l'abbaye Saint-Jean-des-Vignes.
En octobre 1915, pour sa bravoure, Mireille Andrieu est citée à l'ordre de l'armée et décorée de la croix de guerre avec palme. La cérémonie de remise a lieu sur la place de Soissons, présidée par le général Joseph Louis Andlauer. En 1917, elle est photographiée par Fernand Cuville, en tenue civile et en habit d'infirmière, pour les Archives de la Planète du banquier Albert Kahn.
L'année suivante, son témoignage détaillé, issu de ses notes prises entre août 1914 et juillet 1915, figure dans un recueil intitulé Souvenirs de Parisiennes en temps de guerre, Publié sous la direction de Camille Clermont, l'ouvrage regroupe une douzaine de récits de personnalités de l'époque, comme Hélène Vacaresco, Julia Daudet ou Marie-Louise Dromart. Le critique Camille Le Senne souligne le caractère saisissant des souvenirs  de Mireille Andrieu. Dans un article du Petit Journal, le journaliste Albert Londres évoque de son côté la jeune femme : « — Bonne chance, amis ! Bonne chance à tous ! " C'est Mme la sous-préfète de
Soissons qui crie cela aux nôtres en leur distribuant des bouteilles au passage. Mme la sous-préfète de Soissons est la fille de Clovis Hugues. Elle est là, brune et
belle, sur la route. La poussière et la fièvre entourent son geste quand aux guerriers elle tend la boisson. Elle a tout l'air de continuer un des poèmes de son père. » Lorsqu'au sortir de la guerre, le journal L'Œuvre lance l'idée d'un « musée féminin de la Guerre », Mireille Andrieu est citée, avec l'infirmière britannique Edith Cavell, par la journaliste Louise Faure-Favier, au titre des personnalités dignes de figurer dans une « salle de l'Héroïsme féminin ».
Dans l'entre-deux-guerres, le couple Andrieu réside notamment 2, rue Paul-Louis-Courier à Périgueux, où René Andrieu est préfet, puis s'établit à Paris, 1, rue de Liège. En 1939, Mireille Andrieu est à Paris l'un des témoins de mariage de l'artiste de théâtre Juliette Dissel.
Veuve en 1950, Mireille Andrieu meurt en 1965 à Paris. Elle est inhumée trois jours plus tard au cimetière parisien de Bagneux,.

## Postérité
En 2015, le nom de Mireille Andrieu a été donné à une salle de la sous-préfecture de Soissons. 

## Récompenses et distinctions

### Décorations
- Croix de guerre 1914–1918 avec palmes avec citation à l'ordre de l'armée, 1915

### Iconographie
- Emmanuel Mas, Pernant. Madame Andrieu décorée de la croix de guerre avec palmes, 2 avril 1917, ECPAD, SPA/SPCA , inv. SPA 70 S 3010[17]
- Fernand Cuville, 6 photographies de Mireille Andrieu, juin 1917, autochromes positifs, musée départemental Albert-Kahn[5]